# Dark Days in Paradise
Dark Days in Paradise (с англ. — «Хмурые дни в раю») — студийный альбом ирландского гитариста и певца Гэри Мура, изданный в 1997 году.
Dark Days in Paradise ознаменовал резкую смену музыкального направления для Мура, отказавшись от электрического блюзового стиля трёх предыдущих альбомов в пользу более современного звучания
Последняя дорожка альбома длится 18 минут и содержит «спрятанный» бонус-трек Dark Days in Paradise, по названию альбома.

## Список композиций
Автор всех песен — Гэри Мур
1. «One Good Reason» — 3:02
2. «Cold Wind Blows» — 5:26
3. «I Have Found My Love in You» — 4:53
4. «One Fine Day» — 4:58
5. «Like Angels» — 7:32
6. «What Are We Here For?» — 5:44
7. «Always There for You» — 4:33
8. «Afraid of Tomorrow» — 6:42
9. «Where Did We Go Wrong?» — 6:36
10. «Business As Usual» — 13:36
  - «Dark Days in Paradise» — 3:27, далее 1:00 тишины

## Участники записи
- Гэри Мур — гитара, вокал
- Магнус Файнс — клавишные, программирование
- Гэри Хасбэен — барабаны
- Ди Льюис — бэк-вокал
- Фил Николас — клавишные, программирование
- Гай Пратт — бас-гитара

## Отзывы критиков
Антон Климов (Музыкальная правда) отмечал: «Гари взял и удивил всех. Если банальные квадраты здесь и есть, то звучат они в почти депешмодовских аранжировках. А в целом Мур взялся за соул и получил достаточно качественный альбом. Особенно хороша проникновенная и на редкость для коммерческого артиста искренняя „I have found my love in you“ <…>. Тропические мотивы <…> то и дело проскальзывают в звучании, и временами вспоминаешь Сантану. Очень смешна „Like Angels“, в которой Мур изо всех сил перевоплощается в Тони Брэкстон <…> Наряду с вязким финалом к недостаткам альбома смело можно отнести глупейшие тексты».
Бернд Лехлер из немецкой версии Rolling Stone оценил пластинку как «далеко не безупречную», поставив ей 2 звезды из пяти. Лехлер констатировал низкое качество и банальность текстов за исключением автобиографической «Business as Usual».
Гюнтер Фишер, в своей рецензии для Spiegel, высказался более позитивно. Альбом содержит «красивые повороты» (Schöne Wendungen) и является «сильным музыкальным произведением». Фишер констатировал, что Мур может замечательно «заставить свою гитару петь и звучать, особенно приятно слышать в 13-минутном „Business As Usual“», охарактеризовав альбом как удачную заявку против одноразовой поп-музыки.